# Rafaela Aparicio
Rafaela Díaz Valiente (Marbella, 9 de abril de 1906 — Madrid, 9 de junho de 1996) foi uma atriz espanhola. Em 1988, recebeu das mãos de Luis García Berlanga o Prémio Goya de Honra. Em 1990, ganhou o Prêmio Goya de melhor atriz pelo seu papel no filme El mar y el tiempo sendo, até 2020, a atriz com mais idade a receber um Goya.

## Filmografia

### Cinema
- Nobleza baturra (1935) (figurante) dirigida por Florián Rey.
- La hija de Juan Simón (1935) dirigida por Nemesio M. Sobrevila.
- Al fin solos (1955) dirigida por José María Elorrieta.
- Todos somos necesarios (1956) dirigida por José Antonio Nieves Conde.
- La gran mentira (1956) dirigida por Rafael Gil.
- El último cuplé (1957) dirigida por Juan de Orduña.
- El Cristo de los Faroles (1958) dirigida por Gonzalo Delgrás.
- Ya tenemos coche (1958) dirigida por Julio Salvador.
- La vida por delante (1958) dirigida por Fernando Fernán Gómez.
- Aquellos tiempos del cuplé (1958) dirigida por Mateo Cano y José Luis Merino.
- Bombas para la paz (1959) dirigida por Antonio Román.
- Parque de Madrid (1959) dirigida por Enrique Cahen Salaberry.
- La vida alrededor (1959) dirigida por Fernando Fernán Gómez.
- La quiniela (1959) dirigida por Ana Mariscal.
- Sólo para hombres (1960) dirigida por Fernando Fernán Gómez.
- El indulto (1960) dirigida por José Luis Sáenz de Heredia.
- Tómbola (1962) dirigida por Luis Lucía.
- El grano de mostaza (1962) dirigida por José Luis Sáenz de Heredia.
- Vuelve San Valentín (1962) dirigida por Fernando Palacios.
- Sabían demasiado (1962) dirigida por Pedro Lazaga.
- Abuelita Charlestón (1962) dirigida por Javier Setó.
- Atraco a las tres (1962) dirigida por José María Forqué.
- Las hijas de Helena (1963) dirigida por Mariano Ozores.
- La becerrada (1963) dirigida por José María Forqué.
- Historia de una noche (1963) dirigida por Luis Saslavsky.
- Han robado una estrella (1963) dirigida por Javier Setó.
- Los conquistadores del Pacífico (1963) dirigida por José María Elorrieta.
- Marisol rumbo a Río (1963) dirigida por Fernando Palacios.
- Confidencias de un marido (1963) dirigida por Francisco Prósper.
- El extraño viaje, (1964) dirigida por Fernando Fernán Gómez.
- Ella y el miedo (1964) dirigida por León Klimovsky.
- El pecador y la bruja (1964) dirigida por Julio Buchs.
- Historias de la televisión (1965) dirigida por José Luis Sáenz de Heredia.
- Mi canción es para ti (1965) dirigida por Ramón Torrado.
- La visita que no tocó el timbre (1965) dirigida por Mario Camus.
- Las viudas (1966) dirigida por Julio Coll.
- ¡Es mi hombre! (1966) dirigida por Rafael Gil.
- Vestida de novia (1966) dirigida por Ana Mariscal.
- El arte de casarse (1966) dirigida por Jorge Feliú.
- Los duendes de Andalucía (1966) dirigida por Ana Mariscal.
- Hoy como ayer (1966) dirigida por Mariano Ozores.
- Una señora estupenda (1966) dirigida por Eugenio Martín.
- Amor en el aire (1967) dirigida por Luis César Amadori.
- El halcón de Castilla (1967) dirigida por José María Elorrieta.
- Sor Citroën (1967) dirigida por Pedro Lazaga.
- Codo con codo (1967) dirigida por Víctor Auz.
- Los chicos con las chicas (1967) dirigida por Javier Aguirre.
- Novios 68 (1967) dirigida por Pedro Lazaga.
- Los chicos del Preu (1967) dirigida por Pedro Lazaga.
- El hueso (1967) dirigida por Antonio Giménez Rico.
- Un millón en la basura (1967) dirigida por José María Forqué.
- Historia de la frivolidad (1967) dirigida por Narciso Ibáñez Serrador.
- El extraño viaje (1967) dirigida por Fernando Fernán Gómez.
- La mujer de otro (1967) dirigida por Rafael Gil.
- Relaciones casi públicas (1968) dirigida por José Luis Sáenz de Heredia.
- Los que tocan el piano (1968) dirigida por Javier Aguirre.
- ¡Cómo sois las mujeres! (1968) dirigida por Pedro Lazaga.
- ¡Dame un poco de amooor...! (1968) dirigida por José María Forqué.
- La chica de los anuncios (1968) dirigida por Pedro Lazaga.
- Las secretarias (1968) dirigida por Pedro Lazaga.
- Cristina Guzmán (1968) dirigida por Luis César Amadori.
- Susana (1969) dirigida por Mariano Ozores.
- Prisionero en la ciudad (1969) dirigida por Antonio de Jaén.
- A 45 revoluciones por minuto (1969) dirigida por Pedro Lazaga.
- Abuelo Made in Spain (1969) dirigida por Pedro Lazaga.
- Amor a todo gas (1969) dirigida por Ramón Torrado.
- Matrimonios separados (1969) dirigida por Mariano Ozores.
- La que arman las mujeres (1969) dirigida por Fernando Merino.
- El abogado, el alcalde y el notario (1969) dirigida por José María Font.
- Verano 70 (1969) dirigida por Pedro Lazaga.
- Vamos por la parejita (1969) dirigida por Alfonso Paso.
- Los extremeños se tocan (1970) dirigida por Alfonso Paso.
- Con ella llegó el amor (1970) dirigida por Ramón Torrado.
- El abominable hombre de la Costa del Sol (1970) dirigida por Pedro Lazaga.
- Cateto a babor (1970) dirigida por Ramón Fernández.
- La casa de los Martínez (1971) dirigida por Agustín Navarro.
- En la red de mi canción (1971) dirigida por Mariano Ozores.
- Simón, contamos contigo (1971) dirigida por Ramón Fernández.
- Hay que educar a papá (1971) dirigida por Pedro Lazaga.
- Las Ibéricas F.C. (1971) dirigida por Pedro Masó.
- Dos chicas de revista (1972) dirigida por Mariano Ozores.
- Venta por pisos (1972) dirigida por Mariano Ozores.
- Guapo heredero busca esposa. (1972) dirigida por Luis María Delgado.
- El padre de la criatura (1972) dirigida por Pedro Lazaga.
- ¡No firmes más letras, cielo! (1972) dirigida por Pedro Lazaga.
- Manolo la nuit (1973) dirigida por Mariano Ozores.
- La curiosa (1973) dirigida por Vicente Escrivá.
- La descarriada (1973) dirigida por Mariano Ozores.
- Ana y los lobos (1973) dirigida por Carlos Saura.
- ¡Qué cosas tiene el amor! (1973) dirigida por Germán Lorente.
- Cuando el cuerno suena (1974) dirigida por Luis María Delgado.
- El último proceso en París (1974) dirigida por José Canalejas.
- Los caballeros del botón de ancla (1974) dirigida por Ramón Torrado.
- Matrimonio al desnudo (1974) dirigida por Ramón Fernández.
- Canciones de nuestra vida (1975) dirigida por Eduardo Manzanos Brochero.
- No quiero perder la honra (1975) dirigida por Eugenio Martín.
- Duerme, duerme, mi amor (1975) dirigida por Francisco Regueiro.
- País, S.A. (1975) dirigida por Antonio Fraguas, 'Forges'.
- Tío ¿de verdad vienen de París? (1975) dirigida por Mariano Ozores.
- El adúltero (1975) dirigida por Ramón Fernández.
- Un lujo a su alcance (1975) dirigida por Ramón Fernández.
- El in... moral (1976) dirigida por José Canalejas.
- Gusanos de seda (1976) dirigida por Francisco Rodríguez.
- Mauricio, mon amour (1976) dirigida por Juan Bosch.
- Guerreras verdes (1976) dirigida por Ramón Torrado.
- El increíble aumento del coste de la vida (1976) dirigida por Ricardo Franco.
- Adulterio a la española (1976) dirigida por Arturo Marcos.
- El secreto inconfesable de un chico bien (1976) dirigida por Jorge Grau.
- Señoritas de uniforme (1976) dirigida por Luis María Delgado.
- Cuando los maridos se iban a la guerra (1976) dirigida por Ramón Fernández.
- Cambio de sexo (1977) dirigida por Vicente Aranda.
- Gusanos de seda (1977) dirigida por Francisco Rodríguez Gordillo.
- Esposa y amante (1977) dirigida por Angelino Fons.
- El apolítico (1977) dirigida por Mariano Ozores.
- Estoy hecho un chaval (1977) dirigida por Pedro Lazaga.
- Estimado Sr. juez... (1978) dirigida por Pedro Lazaga.
- Mamá cumple cien años (1979) dirigida por Carlos Saura.
- La insólita y gloriosa hazaña del cipote de Archidona (1979) dirigida por Ramón Fernández.
- ¿Dónde estará mi niño? (1980) dirigida por Luis María Delgado.
- Unos granujas decentes (1980) dirigida por Mariano Ozores.
- Profesor eróticus (1981) dirigida por Luis María Delgado.
- La cripta (1981) dirigida por Cayetano del Real.
- El primer divorcio (1981), dirigida por Mariano Ozores.
- Todos al suelo (1981) dirigida por Mariano Ozores.
- Adulterio nacional (1981) dirigida por Francisco Lara Polop.
- Chispita y sus gorilas (1982) dirigida por Luis María Delgado.
- El gran mogollón (1982) dirigida por Ramón Fernández.
- Los autonómicos (1982) dirigida por José María Gutiérrez Santos.
- Huevos revueltos (1982) dirigida por Enrique Jiménez Pereira.
- Un rolls para Hipólito (1982) dirigida por Juan Bosch.
- En busca del huevo perdido (1982) dirigida por Javier Aguirre.
- Cristóbal Colón, de oficio... descubridor (1982) dirigida por Mariano Ozores.
- Loca por el circo. (1982) dirigida por Luis María Delgado.
- El sur (1983) dirigida por Víctor Erice.
- La loca historia de los tres mosqueteros (1983) dirigida por Mariano Ozores.
- El Cid cabreador (1983) dirigida por Angelino Fons.
- Vivir mañana (1983) dirigida por Nino Quevedo.
- A tope (1984) dirigida por Ramón Fernández.
- Cuando Almanzor perdió el tambor (1984) dirigida por Luis María Delgado.
- El pico 2 (1984) dirigida por Eloy de la Iglesia.
- El último penalty (1984) dirigida por Martín Garrido.
- Dos mejor que uno (1984) dirigida por Ángel Llorente.
- Padre nuestro. (1985) dirigida por Francisco Regueiro.
- ¡Qué tía la C.I.A.! (1985) dirigida por Mariano Ozores.
- El año de las luces (1986) dirigida por Fernando Trueba.
- Cara de acelga. (1986) dirigida por José Sacristán.
- La vida alegre (1986) dirigida por Fernando Colomo.
- El pecador impecable (1987) dirigida por Augusto Martínez Torres.
- ¡¡Esto sí se hace!! (1987) dirigida por Mariano Ozores.
- La venganza de Don Mendo (1988) dirigida por Gustavo Pérez Puig.
- Fratello dello spazio (1988) dirigida por Mario Gariazzo.
- El aire de un crimen (1988) dirigida por Antonio Isasi.
- El mar y el tiempo (1989) dirigida por Fernando Fernán Gómez.
- Mala yerba (1991) dirigida por José Luis Pérez Tristán.
- Oh, cielos (1994) dirigida por Ricardo Franco.

## Teatro (seleção)
- La del manojo de rosas (1936), de Pablo Sorozábal.
- Cuidado con la Paca (1937).
- Su amante esposa (1950), de Jacinto Benavente.
- Un marido de ida y vuelta (1952), de Enrique Jardiel Poncela.
- Ha llegado Don Juan (1952), de Jacinto Benavente.
- Milagro en la Plaza del Progreso (1953), de Joaquín Calvo Sotelo.
- ¡Sublime decisión! (1955), de Miguel Mihura
- La canasta (1955), de Miguel Mihura.
- El teatrito de don Ramón (1959), de José Martín Recuerda.
- Los verdes campos del Edén (1963), de Antonio Gala.
- El proceso del arzobispo Carranza (1964), de Joaquín Calvo Sotelo.
- El sol en el hormiguero (1966), de Antonio Gala.
- El señor Adrián, el primo (1966), de Carlos Arniches.
- Los malhechores del bien (1966), de Jacinto Benavente.
- Pecados conyugales (1966), de Juan José Alonso Millán.
- La decente (1967), de Miguel Mihura.
- El escaloncito (1970), de David Turner.
- Romeo y Julieta (1971), de William Shakespeare, en versión de Pablo Neruda.
- Alicia en el París de las maravillas (1978), de Miguel Sierra
- Don Juan Tenorio (1984), de José Zorrilla